# Phœnicè
Phœnicè (en grec ancien : Φοινίκη / Phoinikè) est une cité de Grèce antique située en actuelle Albanie. Elle est le centre politique des Chaoniens, une des principales tribu d'Épire. La ville porte aujourd'hui le nom de Finiq.
Le traité de Phoenicé qui mit fin à la première guerre macédonienne y a été signé.